# 屠仁守
屠仁守（1832年—1904年），字梅君，湖北孝感人（今孝感市孝南区三汊镇）。清末官员，学者，教育家，数学家。

## 生平
屠仁守于同治十三年（1874年）中进士，选翰林院庶吉士，散馆授编修，补江南道监察御史。他是著名的清流派，光绪十五年（1889年）因呈《归政届期直抒管见摺》吁请慈禧太后参与政事而遭慈禧太后降懿旨罢官，后到山西主讲于令德堂，任令德堂山长。
光绪二十六年（1900年）屠仁守因办学成绩突出得授五品卿衔，后因被山西巡抚毓贤弹劾而入陕西，在三原县宏道书院讲学。同年两宫西狩至陕西西安，屠仁守被大学士鹿传霖保荐而获朝廷“特旨授光禄大夫”，下令“交政务处委任”，然终未获任职，此后他一直从事教学活动。
光绪二十七年（1901年）屠仁守任陕西大学堂总教习，光绪二十九年十二月（1904年1月），屠仁守因病不再任陕西大学堂总教习，不久即病逝于西安，终年71岁。

## 家族
祖父屠之申为嘉庆朝刑部员外郎，道光朝直隶总督。

## 学术
屠仁守尊朱熹之学，是当时名儒；在西学上又曾从李善兰学习数学。

## 著作
- 《屠光禄疏稿》，屠仁守撰，民国十一年刊

## 延伸阅读
[在维基数据编辑]
 在维基文库阅读此作者作品
 《清史稿/卷445》，出自趙爾巽《清史稿》